# Райнау (Ортенау)
Райнау (нім. Rheinau) — місто в Німеччині, знаходиться в землі Баден-Вюртемберг, на правому березі річки Рейн, на кордоні із Францією. Підпорядковується адміністративному округу Фрайбург. Входить до складу району Ортенау.
Площа — 73,43 км2. Населення становить 11 322 осіб. (станом на 31 грудня 2020).